# ジョシュ・ハミルトン
ジョシュ・ホルト・ハミルトン（Josh Holt Hamilton, 1981年5月21日 - ）は、アメリカ合衆国ノースカロライナ州ローリー出身の元プロ野球選手（外野手）。左投左打。

## 経歴

### プロ入り前
高校時代の1998年、1999年と2年連続でノースカロライナ州の高校最優秀選手に選出され、1999年にはベースボール・アメリカ選出の高校の最優秀選手に選出された。打撃ではアマチュア球界最高のバッターと言われ、投手としては96マイル（154.5km/h）の速球を投げるため、スカウトからは5ツールに投手の能力を加え、「8つの能力を持つ選手」と言われた。

### プロ入り後
1999年のMLBドラフト1巡目（全体1位）でタンパベイ・デビルレイズから外野手として指名され、契約金は396万ドルで入団。高校生野手としてのドラフト全米1位指名はアレックス・ロドリゲス以来だった。
2000年にはUSAトゥデイ・マイナーリーグ年間最優秀選手賞を受賞。

### 挫折
2001年のシーズン開幕前、両親と共に交通事故に遭う。大きな期待を重圧に感じた結果、怪我の治療中にアルコールとコカインの依存症に陥る。2002年7月には薬物使用が発覚し、MLBコミッショナーから25日間の出場禁止処分が下され、更生施設への入所を義務付けられた。
入れ墨を26か所に入れるなど行動の改善が見られず、2003年のスプリングトレーニングでも度重なる遅刻などの素行不良のため監督のルー・ピネラから「家に帰って、親元で心を入れ替えてこい」と命じられた。しかし、効果はなく何度もドラッグ検査に引っかかり、2004年2月には2回目の出場停止処分を受けた。事実上の球界追放となった。
2004年からの2年間は野球から完全に離れ、8度に渡り薬物更生施設への出入りを繰り返し、一時は自殺を考えるほどだった。しかし、再起を志し2005年終わり頃にはアルコールや薬物の使用を絶つことに成功。2006年1月からトレーニングを再開し、数ヶ月後には独立リーグから契約の打診が来るようになった。

### 復帰
MLB機構は保有権がデビルレイズにあると判断し、週3回以上の尿検査を条件に現役復帰を認めた。2006年6月に出場禁止処分が解け、A-級ハドソンバレー・レネゲーズで2002年以来となる公式戦復帰を果たしたが、膝の故障のため、15試合の出場に終わった。11月18日に40人ロースターから外れ、AAA級ダーラム・ブルズへ降格した。

### レッズ時代
2006年12月に行われたルール・ファイブ・ドラフト（メジャーの40人の選手登録枠に空きがあるチームのみ参加可能のドラフト）でシカゴ・カブスに指名され、同日に金銭トレードによってシンシナティ・レッズに移籍した。
2007年2月22日にレッズと1年契約に合意。オープン戦で長打力を見せつけたハミルトンは、開幕ベンチ入りを果たし、4月2日の開幕戦で代打で出場。プロ入り8年目にしてメジャーデビューを果たした。復活を称え場内の観客は20秒以上のスタンディングオベーションを行った。4月は6本塁打、13打点を記録するなどの大活躍で、ナ・リーグの月間最優秀新人に選出される。故障や胃の疾患のため90試合の出場にとどまり、打率.292、19本塁打、47打点の成績でシーズンを終えた。

### レンジャーズ時代
2007年12月21日にエディンソン・ボルケス、ダニエル・ヘレーラとのトレードで、テキサス・レンジャーズへ移籍した。
2008年2月15日にレンジャーズと1年契約に合意。開幕から好調で4月、5月と2か月連続でプレイヤー・オブ・ザ・マンスを受賞。オールスターゲームのファン投票でア・リーグ外野手部門最多の3,708,709票を得て、初出場を果たした。オールスターゲーム前日に行われたホームランダービーの第1ラウンドでボビー・アブレイユの24本の記録を破る28本を放った。決勝では3本で、5本を打ったミネソタ・ツインズのジャスティン・モルノーが優勝したが、モルノーは「皆の記憶に残るのは、僕が勝ったことよりジョシュ・ハミルトンのことだろうね」と言うようにハミルトンが主役だった。8月17日のレイズ戦では9回裏二死満塁の場面で敬遠された。満塁での敬遠はア・リーグ107年ぶりの出来事だった。シーズンでは最終的に打率.304、32本塁打、130打点を記録、打点王に輝き、メジャーデビュー2年目にして初の個人タイトルを獲得した。
2009年は前年とは一転し、再び試練の年となった。オープン戦では、MLB最多となる27打点を記録し、引き続き素晴らしい活躍を見せるかに思われたが、脇腹や腹筋などを痛めて3度のDL入りを経験。また、8月には、女性と体に生クリームを塗った写真がネット上に流出し、謝罪会見を開く羽目になった。最終的には自己最少の89試合出場で、打率と本塁打も自己最少の数字に終わった。
2010年は、4月と5月の2ヵ月間こそ打率.281、9本塁打、27打点という数字だったが、6月に入ってエンジン全開となり、6月4日から30日にかけて23試合連続安打を記録。それ以外にも安打が出なかったのが6月3日だけ、3安打以上放った試合が8試合と打ちまくり、6月の月間成績は打率.454、9本塁打、31打点と、最初の2ヵ月間の数字を上回った。9月上旬から10月に入るまで故障で戦列を離れたが、最終的には.359という高打率を記録して、自身初の首位打者のタイトルを獲得した。また、故障の影響でわずかながら100に届いていなかった打点は、復帰後の10月2日のロサンゼルス・エンゼルス・オブ・アナハイム戦で32号弾含む3打点を記録した事で、丁度100に到達した。ニューヨーク・ヤンキースとのアメリカンリーグチャンピオンシップシリーズ（ALCS）では打率.350、4本塁打の活躍でレンジャーズのリーグ優勝に大きく貢献。オフの11月23日にア・リーグMVPに選出された。
2011年はシーズン開幕前には総額2400万ドルの2年契約を結ぶ。4月に上腕骨を痛めて戦列を離れるが、翌月には復帰し、オールスターゲームにも出場した。7月7日にレンジャーズボールパークで行われたオークランド・アスレチックス戦では、ハミルトンが観客席に投げ入れたボールを捕ろうとした男性ファンが誤って約6メートルの高さから転落、死亡するという悲劇が起きた。ハミルトンはこの1件で大いに心を痛め、翌日の試合の欠場も考えるほどだったが、開始2時間前に出場を決断。試合後には改めて死亡したファンの家族に哀悼の意を表した。その後、9月30日のアメリカンリーグディビジョンシリーズ（ALDS）第1戦では、転落死したファンの息子が始球式に招かれ、ハミルトンが捕手を務めた。
2012年2月、断っていたはずの飲酒を行ったことが発覚し、会見を開いて「多くの人をがっかりさせてしまった」と謝罪した。この問題はメディアに大きく取り上げられ、春季キャンプ中にも再度の釈明を行った。開幕後は好調を維持し4月のプレイヤー・オブ・ザ・マンスを受賞。5月8日のボルチモア・オリオールズ戦ではMLB史上16人目となる1試合4本塁打を放ち、自己最多の1試合8打点、ア・リーグ新記録となる1試合18塁打を記録した。同年のオールスターゲームでは、ファン投票で史上最高となる11,073,744票の得票数で選出された。2012年シーズンの途中までは本塁打数で独走していたが、後半戦に失速して無冠に終わった（この年の本塁打王はミゲル・カブレラ）。チームもハミルトンの失速とともに終盤にアスレチックスから猛烈な追い上げを受け、1試合を残してついに並ばれた。シーズン最終戦となったアスレチックスとの直接対決は、5-5の同点で迎えた4回裏、二死一・二塁の場面でアスレチックスのヨエニス・セスペデスが打ち上げた中飛をハミルトンが落球してしまい、逆転を許した。その後もチームは失点を重ねて5-12で敗れ、地区優勝をアスレチックスに奪われた。レンジャーズは最大13ゲームまで開いた差を逆転されて地区3連覇を逃した。それでも43本塁打は自己最多となるリーグ2位の記録で、オフの10月29日にFAとなった。

### エンゼルス時代

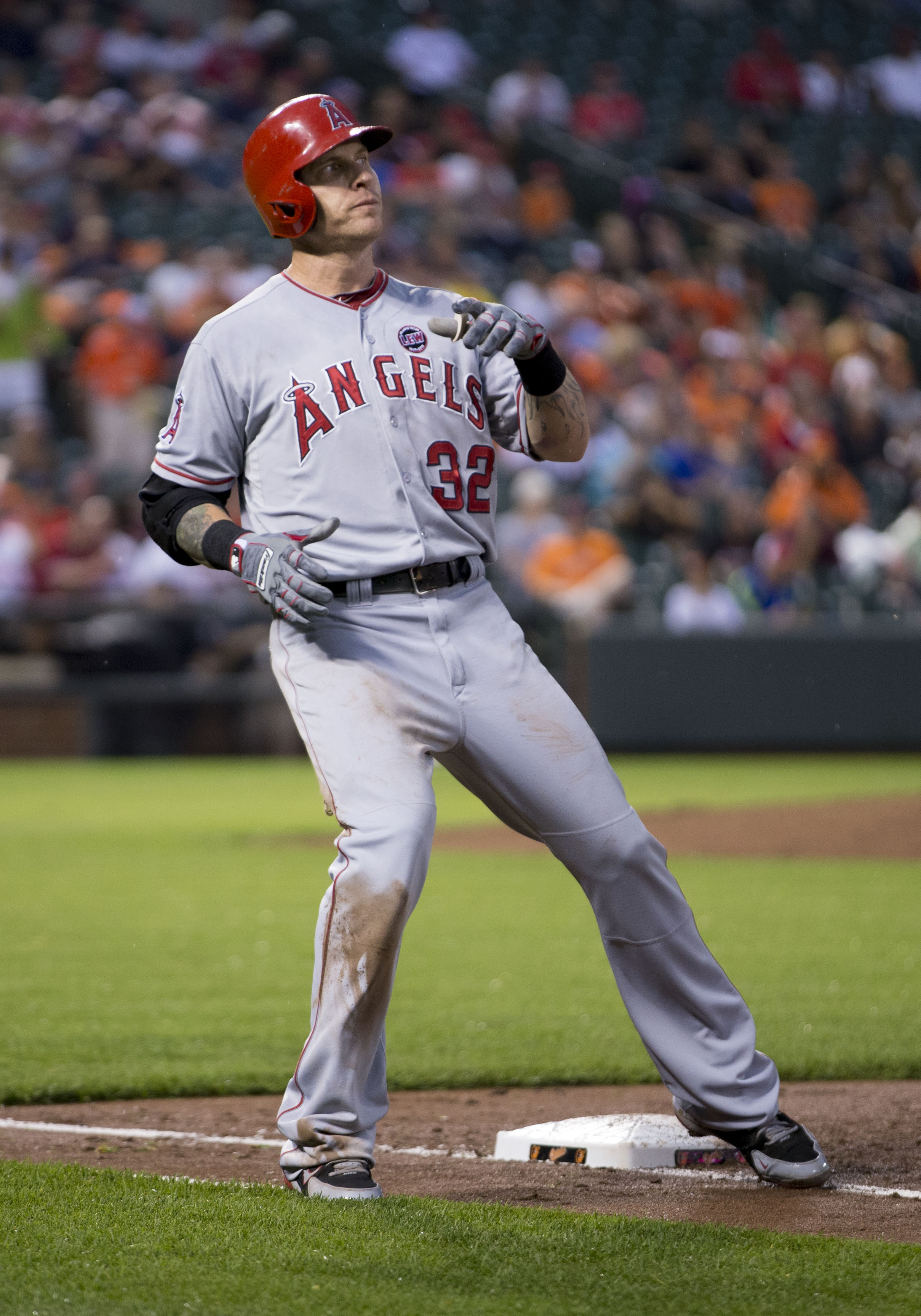
エンゼルスでの現役時代
（2013年6月10日）

シアトル・マリナーズ、フィラデルフィア・フィリーズなども獲得に乗り出したが、12月15日に5年総額1億2500万ドルの大型契約でエンゼルスに入団した。移籍する際にレンジャーズに対して「真のベースボールタウンでは無い」などと発言して批判された。
2013年は前年に入団していたアルバート・プホルスと共に打線の核となる事を期待されていたが、打率が1割台後半から2割台前半を推移する低迷ぶりを見せ、オールスターゲームまでに89試合に出場し打率.224、14本塁打、39打点という低水準だった。オールスターゲーム明けからは、62試合の出場で打率.287、40打点を記録し、多少復調の兆しを見せたが、本塁打が7本だった為、シーズン151試合出場は自己2番目に多い数字だったにもかかわらず、打率.250、21本塁打、79打点、OPS.739はいずれも規定打席に到達したシーズンとしては最低の成績であり、大きく期待を裏切ったシーズンとなった。
2014年は開幕ロースター入りしたが、4月8日のシアトル・マリナーズ戦で一塁にヘッドスライディングした際に左手の親指を負傷し、翌9日に15日間の故障者リスト入りした。故障の影響もあって最終的には89試合の出場に終わり、打率やOPSは前年とほぼ同等の数値だった。守備面でも左翼手及び中堅手で計5失策、守備率.972、DRS-1であり、2年連続で不振に終わった。
2015年2月4日に右肩の手術を受ける。25日にはコカインの摂取を認めたことが報じられる。MLB機構とエンゼルスは薬物依存からの更生プログラムに違反したとして処分を主張したが、違反なしを主張したMLB選手会と意見が分かれ、外部裁定者の判断で出場停止等の処分は科されないことが決まった。そのまま故障者リスト入りして開幕を迎えた。

### レンジャーズ復帰
2015年4月27日にトレードでレンジャーズへ移籍した。後日発表選手もしくは金銭とのトレードとなり、エンゼルスと結んでいる残り3年総額8300万ドルの契約のうち6300万ドルをエンゼルスが負担し、同じく1400万ドルはハミルトン本人が破棄し、レンジャーズの負担は3年600万ドルとなる。復帰1シーズン目のこの年は50試合の出場に留まり、打率.253、8本塁打、25打点、OPS.732という低調な成績に終わった。なお、この年の第8号は通算200本目の本塁打であった。ディフェンス面では、左翼手を35試合と右翼手を11試合で守る機会があったが、無失策、DRS0と大過なくこなした。結果として同年がMLBの公式戦でプレーした最後のシーズンとなった。
2016年は開幕を故障者リストで迎え、5月には左膝の手術のためシーズン絶望となることが発表された。8月23日にはFAとなったが、この措置は翌年への再契約を前提にしていると報道された（9月1日以降にFAとなった選手は、前所属球団と再契約できるが、翌シーズンは5月15日以降にならないと出場できないというMLB機構の規定がある。つまり8月31日までにFAにすれば、再契約しても翌シーズンの開幕から出場できる）。
2017年1月17日にレンジャーズとマイナー契約を結び、同年のスプリングトレーニングに招待選手として参加することになった。しかしキャンプ中の2月27日に左膝の再手術を受けることとなり、シーズン開幕には間に合わなくなった。4月21日に左膝手術後のリハビリテーション中に今度は右膝を痛めてしまった。レンジャーズは、ハミルトンの年齢（2017年4月時点で35歳）を考慮し、復帰の見込みがないと判断してFAとした。ハミルトン本人は、右膝を手術した上で現役続行する意向を示していた。
2019年5月にレンジャーズがハミルトンをレンジャーズ野球殿堂に表彰する予定であることが発表され、ハミルトンの近況も報じられた。正式な発表は行われていないものの、既に引退状態であった。娘たちにソフトボールを教えるなど、穏やかに生活しているとされたが、10月にその娘たちの1人へ暴行を加え逮捕された。保釈金を払い釈放された。
2020年4月に前述の件で起訴された。

## 選手としての特徴・人物
以下はいずれも2008年時点の評価であるが、最高級の5ツールプレイヤーであり、現役有数の外野手であると評されていた。また打撃練習時のハミルトンはアダム・ダン以上の飛距離、アレックス・ロドリゲス以上の打球速度と言われ、スウィングが速く、パワー、スキルもハイレベルであるとも評された。。守備では肩が強く、足も速く、中堅手としての守備はカルロス・ベルトランに迫力を足したような選手とも言われた。
メジャーデビューに8年を要しており、遅咲きの選手に挙げられている。
弱点としては、故障が多いことと、薬物依存症の問題が挙げられる。

## 自伝の映画化に関する報道
2012年、ハミルトンの自伝"Beyond Belief: Finding the Strength to Come Back"がケイシー・アフレックの監督・脚本で映画化されると報じられた。その後2014年には、この映画の主演をジャック・レイナーが務めるとも報じられた。映画化に関する報道はこれが最後となっており、2023年時点でこの映画の撮影開始や完成・公開などは報じられていない。

## 詳細情報

### 年度別打撃成績
| 年 度    | 球 団    | 試 合 | 打 席 | 打 数 | 得 点 | 安 打 | 二 塁 打 | 三 塁 打 | 本 塁 打 | 塁 打 | 打 点 | 盗 塁 | 盗 塁 死 | 犠 打 | 犠 飛 | 四 球 | 敬 遠 | 死 球 | 三 振 | 併 殺 打 | 打 率 | 出 塁 率 | 長 打 率 | O P S |
| -------- | -------- | ----- | ----- | ----- | ----- | ----- | -------- | -------- | -------- | ----- | ----- | ----- | -------- | ----- | ----- | ----- | ----- | ----- | ----- | -------- | ----- | -------- | -------- | ----- |
| 2007     | CIN      | 90    | 337   | 298   | 52    | 87    | 17       | 2        | 19       | 165   | 47    | 3     | 3        | 0     | 2     | 33    | 4     | 4     | 65    | 6        | .292  | .368     | .554     | .922  |
| 2008     | TEX      | 156   | 704   | 624   | 98    | 190   | 35       | 5        | 32       | 331   | 130   | 9     | 1        | 0     | 9     | 64    | 9     | 7     | 126   | 8        | .304  | .371     | .530     | .901  |
| 2009     | TEX      | 89    | 365   | 336   | 43    | 90    | 19       | 2        | 10       | 143   | 54    | 8     | 3        | 0     | 4     | 24    | 2     | 1     | 79    | 5        | .268  | .315     | .426     | .741  |
| 2010     | TEX      | 133   | 571   | 518   | 95    | 186   | 40       | 3        | 32       | 328   | 100   | 8     | 1        | 1     | 4     | 43    | 5     | 5     | 95    | 11       | .359  | .411     | .633     | 1.044 |
| 2011     | TEX      | 121   | 538   | 487   | 80    | 145   | 31       | 5        | 25       | 261   | 94    | 8     | 1        | 0     | 10    | 39    | 13    | 2     | 93    | 8        | .298  | .346     | .536     | .882  |
| 2012     | TEX      | 148   | 636   | 562   | 103   | 160   | 31       | 2        | 43       | 324   | 128   | 7     | 4        | 0     | 9     | 60    | 13    | 5     | 162   | 9        | .285  | .354     | .577     | .930  |
| 2013     | LAA      | 151   | 636   | 576   | 73    | 144   | 32       | 5        | 21       | 249   | 79    | 4     | 0        | 0     | 9     | 47    | 4     | 4     | 158   | 16       | .250  | .307     | .432     | .739  |
| 2014     | LAA      | 89    | 381   | 338   | 43    | 89    | 21       | 0        | 10       | 140   | 44    | 3     | 3        | 0     | 6     | 32    | 5     | 5     | 108   | 2        | .263  | .331     | .414     | .745  |
| 2015     | TEX      | 50    | 182   | 170   | 22    | 43    | 8        | 0        | 8        | 75    | 25    | 0     | 0        | 0     | 2     | 10    | 0     | 0     | 52    | 1        | .253  | .291     | .441     | .732  |
| MLB：9年 | MLB：9年 | 1027  | 4350  | 3909  | 609   | 1134  | 234      | 24       | 200      | 2016  | 701   | 50    | 16       | 1     | 55    | 352   | 55    | 33    | 938   | 66       | .290  | .349     | .516     | .865  |

- 各年度の太字はリーグ最高

### 年度別守備成績
| 年 度 | 球 団 | 中堅（CF） | 中堅（CF） | 中堅（CF） | 中堅（CF） | 中堅（CF） | 中堅（CF） | 左翼（LF） | 左翼（LF） | 左翼（LF） | 左翼（LF） | 左翼（LF） | 左翼（LF） | 右翼（RF） | 右翼（RF） | 右翼（RF） | 右翼（RF） | 右翼（RF） | 右翼（RF） |
| 年 度 | 球 団 | 試 合      | 刺 殺      | 補 殺      | 失 策      | 併 殺      | 守 備 率   | 試 合      | 刺 殺      | 補 殺      | 失 策      | 併 殺      | 守 備 率   | 試 合      | 刺 殺      | 補 殺      | 失 策      | 併 殺      | 守 備 率   |
| ----- | ----- | ---------- | ---------- | ---------- | ---------- | ---------- | ---------- | ---------- | ---------- | ---------- | ---------- | ---------- | ---------- | ---------- | ---------- | ---------- | ---------- | ---------- | ---------- |
| 2007  | CIN   | 71         | 168        | 6          | 4          | 2          | .978       | 9          | 5          | 0          | 0          | 0          | 1.000      | 10         | 27         | 1          | 0          | 0          | 1.000      |
| 2008  | TEX   | 111        | 268        | 3          | 5          | 3          | .982       | -          | -          | -          | -          | -          | -          | 34         | 77         | 4          | 1          | 2          | .988       |
| 2009  | TEX   | 56         | 132        | 2          | 0          | 1          | 1.000      | -          | -          | -          | -          | -          | -          | 24         | 53         | 2          | 1          | 0          | .982       |
| 2010  | TEX   | 40         | 75         | 2          | 0          | 1          | 1.000      | 92         | 179        | 7          | 4          | 1          | .979       | -          | -          | -          | -          | -          | -          |
| 2011  | TEX   | 35         | 71         | 1          | 1          | 0          | .986       | 85         | 153        | 4          | 4          | 1          | .975       | -          | -          | -          | -          | -          | -          |
| 2012  | TEX   | 95         | 177        | 2          | 4          | 2          | .978       | 84         | 96         | 3          | 3          | 0          | .971       | -          | -          | -          | -          | -          | -          |
| 2013  | LAA   | 6          | 13         | 1          | 0          | 0          | 1.000      | 19         | 52         | 0          | 0          | 0          | 1.000      | 83         | 171        | 3          | 8          | 0          | .956       |
| 2014  | LAA   | 7          | 21         | 1          | 0          | 1          | 1.000      | 68         | 148        | 2          | 5          | 0          | .968       | -          | -          | -          | -          | -          | -          |
| 2015  | TEX   | -          | -          | -          | -          | -          | -          | 35         | 50         | 2          | 0          | 0          | 1.000      | 11         | 20         | 0          | 0          | 0          | 1.000      |
| MLB   | MLB   | 421        | 925        | 18         | 14         | 10         | .985       | 392        | 683        | 18         | 16         | 2          | .978       | 164        | 348        | 10         | 10         | 2          | .973       |

- 各年度の太字はリーグ最高

### タイトル
- 首位打者：1回（2010年）
- 打点王：1回（2008年）

### 表彰
- シーズンMVP：1回（2010年）
- シルバースラッガー賞（外野手部門）：3回（2008年、2010年、2012年）
- アメリカンリーグチャンピオンシップシリーズMVP：1回（2010年）
- プレイヤー・オブ・ザ・マンス：5回（2008年4月・5月、2010年6月、2012年4月・5月）
- プレイヤー・オブ・ザ・ウィーク：1回（2010年6月）
- プレイヤーズ・チョイス・アワード
  - アメリカンリーグ最優秀選手（2008年）
- The Sporting News
  - AL player of the year（2010年）
  - AL All-Star Teams：2回（2008年、2010年）
- ルーキー・オブ・ザ・マンス（2007年4月）

### 記録
- MLBオールスターゲーム選出：5回（2008年 - 2012年）
- 1試合4本塁打（2012年5月8日、対ボルチモア・オリオールズ戦）

### 背番号
- 33（2007年）
- 32（2008年 - 2015年）